# Britwell Salome
Britwell Salome – wieś w Anglii, w hrabstwie Oxfordshire, w dystrykcie South Oxfordshire. Leży 21 km na południowy wschód od Oksfordu i 65 km na zachód od Londynu. W 2011 miejscowość liczyła 204 mieszkańców.